# Steve Ngoura
Steve Ngoura (* 22. Februar 2005 in Ivry-sur-Seine) ist ein französisch-kamerunischer Fußballspieler, der aktuell bei Cercle Brügge in der Division 1A spielt.

## Karriere

### Verein
Ngoura begann seine fußballerische Ausbildung 2014 im Alter von neun Jahren bei der ES Vitry, einem Vorortverein von Paris. Im Sommer 2017 wechselte er zur AS Choisy-le-Roi, einem weiteren Klub in Paris. Zwei Jahre später wurde er von der Jugendakademie des Le Havre AC verpflichtet. Dort kam er in der Saison 2021/22 bereits zu zahlreichen Toren für die U19-Mannschaft in der Liga und in der Coupe Gambardella. Auch für die zweite Mannschaft in der National 3 lief er schon einige Male auf. In der Saison 2022/23 traf er für beide Mannschaften oft und war Stammspieler für beide Teams. Am zweiten Spieltag kam er nach später Einwechslung in der Ligue 2 zu seinem Profidebüt gegen den FC Valenciennes. Das Profiteam stieg nach der Spielzeit als Meister in die Ligue 1 auf. Dort kam er nach weiteren U19- und Zweitmannschaftseinsätzen zu seinem Erstligadebüt am ersten Spieltag der Rückrunde, als sein Team 3:1 gegen Olympique Lyon gewann. Dort kam er in der Saison 2023/24 in der ersten Hälfte für die zweite Mannschaft und in der zweiten Hälfte für die erste Mannschaft jeweils zwölf Mal zum Einsatz. In der Saison 2024/25 bestritt er zunächst acht Spiele für die erste Mannschaft, bevor er im Januar 2025 für 2,3 Millionen Euro zum Cercle Brügge wechselte. Nach einer Oberschenkelverletzung absolvierte er dort neun von zehn möglichen Spielen in der verbleibenden Saison.

### Nationalmannschaft
Nach vier Einsätzen für die französische U17-Nationalmannschaft im Jahr 2021 lief er von 2023 bis 2024 zehnmal für die U19 auf und gab im September 2024 sein Debüt für die U20.

## Erfolge
Le Havre AC
- Meister der Ligue 2: 2023  ▲